# 升G大調
升G大調是基於G♯的大調，由G♯、A♯、B♯、C♯、D♯、E♯、F組成。其調號除了六個升號外具一個重升號，屬於理論調。

## 簡介

### 音階
升G小調的音階為：
您的浏览器不支持播放音频。您可以下载音频文件。

### 應用

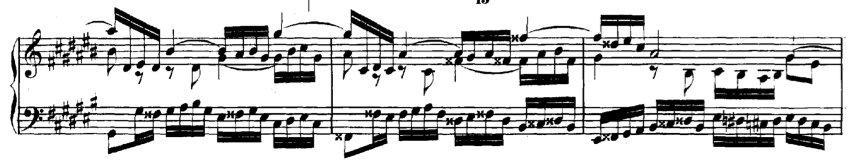
升C大調前奏曲與賦格，BWV 848，賦格部分

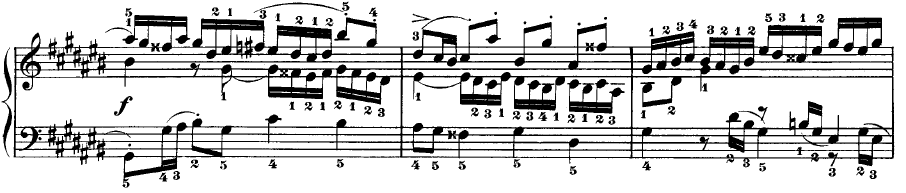
升C大調前奏曲與賦格，BWV 848，賦格部分

升G大調常被寫作其異名同音大調降A大調。但在一些樂曲的臨時轉調部分則會應用到此調，如約翰·塞巴斯蒂安·巴赫在《平均律鍵盤曲集》第一卷第三首的《升C大調前奏曲與賦格，BWV 848》為較著名的例子（見右圖）；該卷第十八首《升G小調前奏曲與賦格，BWV 863》之前奏曲以升G大調的皮卡第三度結尾；另外亦有分析指第二卷第三首的《升C大調前奏曲與賦格，BWV 872》中全曲的多處，以及第四首的《升C小調前奏曲與賦格，BWV 873》中賦格接近尾聲的部分皆有使用升G大調。
此外，弗雷德里克·蕭邦的《練習曲，Op. 25》第六首、《C小調夜曲，Op. posth.》、《第二鋼琴協奏曲》第二樂章等作品，以及查爾斯-瓦倫丹·阿爾堪的《鋼琴奏鳴曲》及《練習曲，Op. 39》第8首等作品，亦曾短暫轉到此調，或以此調作為結尾。
約翰·福爾茲的《世界安魂曲》的樂譜最後數頁則直接以升G大調記譜，其調號以C♯在首、F在末（如上方音階譜例的寫法）。

## 來源
1. ↑  . Tonic Chord. 2018-05-08  [2020-07-20]. （原始内容存档于2020-07-20）.
2. ↑  . Tonic Chord. 2018-05-08  [2020-07-20]. （原始内容存档于2020-07-20）.
3. ↑  Nicholas, Jeremy. . Hyperion. 2010  [2020-07-20]. （原始内容存档于2020-07-20）.
4. ↑  Beggerow, Alan. . Musical Musings. 2017-07-22  [2020-07-20]. （原始内容存档于2020-07-20）.
5. ↑  Eddie, William Alexander. . Routledge. 2017. ISBN 9781351572286.
6. ↑  . Wise Music Classical.   [2020-07-20]. （原始内容存档于2018-07-27）.